# Bothrops lutzi
Bothrops lutzi (Miranda-Ribeiro, 1915) è un serpente della famiglia dei viperidi, endemico del Brasile.

## Etimologia
Prende il nome da Adolpho Lutz, medico brasiliano.